# TOG II
El Tank Heavy TOG II fue un prototipo de diseño de tanque británico producido a principios de la Segunda Guerra Mundial en caso de que el campo de batalla del Norte de Francia tuviera pantano, trincheras y cráteres como pasó en la Primera Guerra Mundial. Ya que esto no pasó, el tanque fue considerado innecesario y el proyecto terminó. Un desarrollo del diseño de TOG I, sólo se construyó un prototipo antes del proyecto se abandonara.

## Historia
El segundo diseño que salió del Comité de Desarrollo de Vehículos Especial (apodado "The Old Gang" ya que estaba formado por personas que habían trabajado en los tanques británicos originales de la Primera Guerra Mundial) el TOG II era similar al TOG I y mantuvo muchas de sus características. En vez de la disposición de la trayectoria de la pista del TOG I que, como la de los tanques pesados británicos de la Primera Guerra Mundial, subió por encima del casco y volvió a bajar, la trayectoria de la pista era más baja en la carrera de regreso y las puertas estaban por encima de las vías. . Pedido en 1940, construido por Foster's of Lincoln, el prototipo se publicó a principios de marzo de 1941.
El diseño incluía una pistola de 6 libras y protectores laterales. Para las "pruebas iniciales" se equipó con una torreta de maqueta con un cañón ficticio y luego con una torreta simplificada que montaba un cañón antitanque QF de 3 pulgadas y 16 cwt, en 1942 se le dio una torreta que estaba en desarrollo para el diseño del tanque Cruiser Mk VIII Challenger con el cañón QF de 17 libras (76,2 mm). La torreta "en forma modificada" se utilizó en el Challenger. Los protectores previstos nunca fueron ajustados.
Aunque estaba equipado con el mismo accionamiento electromecánico que se instaló originalmente en el TOG I, el TOG II usaba generadores gemelos y no se informaron problemas. Se modificó para incluir, entre otras cosas, un cambio de las orugas no suspendidas a una suspensión de barra de torsión y pasó por pruebas exitosas en mayo de 1943. Ningún desarrollo más lejano ocurrió, a pesar de que una versión revisada, el TOG II (R) fue propuesta. No se produjo ningún desarrollo adicional, aunque se propuso una versión revisada, el TOG II (R). La 'R' habría sido 6 pies (1,8 m) más corta, usaba suspensión de barra de torsión y no tenía protectores.
El único prototipo del TOG II puede ser visto en The Tank Museum.

## Diseño
El diseño se puede resumir en su largo de 10 metros lo cual lo hacía un tanque vulnerable por los laterales y la parte de la retaguardia donde se localizaba el motor de 600 caballos de fuerza, sin embargo, su blindaje lo pudo haber protegido si hubiese entrado en combate en el frente occidental.

## Torreta
Poseía una torreta pequeña en comparación a otros carros de combate de aquella época pero su cañón de 17 libras o 72 mm lo hacía un buen contrincante ante tanques medios y pesados; su tripulación era distribuida entre 1 comandante, 1 artillero y 2 cargadores, uno era para cargar el proyectil y el otro para el contenedor de pólvora, lo cual hacía que recargar fuese más largo que en otro tipo de tanques

## Vehículo
El vehículo era muy largo y pesado (80 toneladas) si se compara entre otros carros de combate; su blindaje lo protegía contra diversos proyectiles de aquella época lo cual lo hacía muy resistente. Su motor era de 600 hp (caballos de fuerza), lo cual hacía que avance aproximadamente 25 a 33 km (según el editor de este artículo)